# Курдул-Лек (село)
Курдул-Лек — село в Рутульском районе Дагестана. Входит в Гельмецинское сельское поселение. Исторически село называется Курдул-Лек.
Село Курдул делится  на следующие  тухумы:
1. Малла-Алиева, 2. Камова, 3. Кьсахимбишна, 4. Наврузова, 5. Агьова,  6. Шихалиева, 7. Мансурова, 8. Гогарчинова, 9. Асукова,  10. Джарахова, 11. Гьазахова, 12. Косова, 13. Хаджи-Мысаева, 14. Ибомби.

## География
Расположено на северном склоне Главного Кавказского хребта, в долине реки Курдул, в 21 км к северо-западу от районного центра села Рутул.

## Население
| 1895 | 1926 | 1939 | 1970 | 1989 | 2002 | 2010 |
| ---- | ---- | ---- | ---- | ---- | ---- | ---- |
| 323  | ↘205 | ↗218 | ↗341 | ↘182 | ↗216 | ↗267 |
| 2021 |      |      |      |      |      |      |
| ↘205 |      |      |      |      |      |      |

Моноэтническое цахурское село.

## История
По легенде курдульцы — выходцы из с.Хнов Ахтынского района. Они были самым маленьким тукхумом в этом селе. Однажды во время свадьбы другого тукхума мужчины этого маленького тукхума украли штаны жениха. А это было большим позором для рода. Между тукхумами разразился скандал, который привел к убийству члена одного их тухкумов. Впоследствии, под угрозой расправы, с наступлением темноты маленький тукхум покинул Хнов. До утра они шли через Борчинский перевал по долине реки Курдул, для того чтобы найти себе надежное, безопасное место. Наконец нашли на той скале, где сейчас и расположен Курдул, по цахурски — Лек. Хновцы, же не задумываясь, пришли отомстить за кровь, но не смогли преодолеть сопротивление противников, которым на помощь пришли жители Цахурской долины (Горного Магала).

## Быт
Издавна жители села были животноводами, лудильщиками. Курдульский колхоз им. К.Маркса был самым передовым, многоотраслевым в районе: овцеводство, молочно-товарные фермы, птицефермы, пчеловодство, производство зерна. Местный мед был известен не только в Дагестане, но и в Азербайджане. Но в последние годы колхоз им. К.Маркса распался в связи с перестройкой.
В селении функционирует неполная средняя школа.
В настоящее время много курдульцев живет за пределами села. Из-за отсутствия работы они переселились в другие районы Дагестана и в регионы России. Многие курдульцы, живущие за пределами села, специализируются на изготовлении мягкой мебели. Их немало в Махачкале, Волгограде, Нижнем Новгороде, Челябинске, Волгодонске и других городах России.